# Pierre Elain
Pierre Elain, né le 12 mars 1913 à Férel (Morbihan) et mort à Nantes le 15 octobre 1981, est un homme politique français.

## Biographie
Agent de maîtrise, syndicaliste CFTC, il devient conseiller général du canton de Laval-Est aux Élections cantonales de 1945 contre toute attente l'emportant contre Gonnet, adjoint radical à la mairie de Laval. Il est député de la Mayenne de 1948 à 1955.